# Matthias Schloo
Matthias Schloo (ur. 6 kwietnia 1977 w Hamburgu) – niemiecki aktor telewizyjny i filmowy. 

## Życiorys
Urodził się w Hamburgu. Wychowywał się w Schneverdingen. Występował w teatrzyku działającym w Kooperative Gesamtschule Schneverdingen. W 1994 ukończył szkołę teatralną Ernst-Waldau-Theaters w Bremie. Rok później wziął udział w warsztatach w Los Angeles, gdzie nauczył się nauczył się doskonale języka angielskiego.
W 1995 roku otrzymał pierwszą rolę w operze mydlanej ZDF Jede Menge Leben. Za rolę Yannisa w dramacie telewizyjnym WDR Der Schrei der Liebe (1997) u boku Jürgena Prochnowa był nominowany do niemieckiej nagrody TeleStar jako najlepszy młody aktor. Zagrał postać Larsa Rühmanna w komedii Mama kommt! (2009) z Sentą Berger i Anją Kling.
W 2009 roku przyjął rolę policjanta Mattesa Seelera w serialu ZDF Notruf Hafenkante.
Matthias Schloo mieszka z żoną Lexą i dwoma synami (ur. 2009 i ur. 2012) w Hamburgu.

## Wybrana filmografia
- 1997: First Love - Die große Liebe jako Tom
- 1998: Aus heiterem Himmel jako Lars Färber
- 1997-2000: Tanja jako Felix
- 2001: Rosamunde Pilcher jako Patrick Fenton
- 2001: Bronski & Bernstein jako Wolfgang Bronski
- 2003: Alarm für Cobra 11 – Einsatz für Team 2 jako Jo
- 2003: Die Wache jako Carlo Vercio
- 2003-2004: Berlin, Berlin jako Alex Weingart
- 2005: Kobra – oddział specjalny - Polowanie (Auf der Jagd) jako Mike Brendel
- 2006: Rosamunde Pilcher jako Edward Green
- 2007: Zodiak - Der Horoskop-Mörder jako Robert Fischer-Hellwarth
- 2007: Der Dicke jako Rick
- 2007: Rosamunde Pilcher jako Albert Woolbridge
- 2008: Nasz Charly (Unser Charly) jako Kai Fricke
- 2011: Der letzte Bulle jako Nikolaus Berg
- 2012: Utta Danella jako Jan
- 2013: Lilly Schönauer jako Philip
- 2013: Der Landarzt jako Mattes Seeler
- 2013: SOKO: Der Prozess jako Paul Korte
- 2018: Tatort: Déjà vu jako rzecznik prasowy